# Micrognathophora leptoptera
Micrognathophora leptoptera är en stekelart som beskrevs av Grandi 1922. Micrognathophora leptoptera ingår i släktet Micrognathophora och familjen fikonsteklar. Inga underarter finns listade i Catalogue of Life.